# 조이 칙
윌리엄 조지프 "조이" 칙(영어: William Joseph "Joey" Cheek, 1979년 6월 22일~)은 미국의 남자 스피드 스케이팅 선수이다.
노스캐롤라이나주 출신이며, 인라인 스피드 스케이팅으로 선수생활을 시작했다. 중단거리 스피드 스케이팅 대표로 활동했으며, 2006년 동계 올림픽 500m에서 금메달을 딴 후 은퇴했다.